# Eupithecia clujensis
Eupithecia clujensis är en fjärilsart som beskrevs av Max Wilhelm Karl Draudt 1933. Eupithecia clujensis ingår i släktet Eupithecia och familjen mätare. Inga underarter finns listade i Catalogue of Life.